# Stenella araguata
Stenella araguata är en svampart som beskrevs av Syd. 1930. Stenella araguata ingår i släktet Stenella, och familjen Mycosphaerellaceae. Inga underarter finns listade i Catalogue of Life.